# L'alba
Pour plus de détails, voir Fiche technique et Distribution.
L'alba est un film italien réalisé par Francesco Maselli, sorti en 1991.

## Fiche technique
- Titre : L'alba
- Réalisation : Francesco Maselli
- Scénario : Francesco Maselli
- Montage : Carla Simoncelli (it)
- Musique : Giovanna Marini
- Pays d'origine : Italie
- Format : Couleurs - Mono
- Genre : drame
- Durée : 80 minutes
- Date de sortie : 1991

## Distribution
- Nastassja Kinski : Karin
- Massimo Dapporto : Massimo